# لوکا نیتزتو
لوکا نیتزتو (انگلیسی: Luca Nizzetto؛ زادهٔ ۸ مارس ۱۹۸۶) بازیکن فوتبال اهل ایتالیا است.
از باشگاه‌هایی که در آن بازی کرده‌است می‌توان به باشگاه فوتبال کرمونزه، باشگاه فوتبال تراپانی، باشگاه فوتبال مودنا، و البیا کالچو ۱۹۰۵ اشاره کرد.